# ريتشارد بينيت (لاعب كريكت)
ريتشارد بينيت (بالإنجليزية: Richard Bennett)‏ (5 يونيو 1965 في أستراليا - ) هو لاعب كريكت أسترالي. لعب مع فريق تسمانيا للكريكت.

## وصلات خارجية
- ريتشارد بينيت على موقع إي آس بي آن كريك إنفو (الإنجليزية)